# 方べきの定理
方べきの定理（方冪の定理、方羃の定理、方巾の定理、ほうべきのていり、英: power of a point theorem）は、平面初等幾何学の定理の1つである。

## 定理の主張
|  |  |  |

（図1、図2）円 O とその円周上にない点 P について、点 P を通る2本の直線 {\displaystyle \ell }, m がともに円の割線（円との共有点が2個である直線）になっているとしよう。円と {\displaystyle \ell } の交点を A, B とし、円と m の交点を C, D とすると、
{\displaystyle {\text{PA}}\cdot {\text{PB}}={\text{PC}}\cdot {\text{PD}}}
が成り立つ。
（図3）また、P が円 O の外側にあり、P を通る直線の一方が円 O の接線となる場合にも、円と割線の交点を A, B とし、円と接線の接点を T とすると、
{\displaystyle {\text{PA}}\cdot {\text{PB}}={\text{PT}}^{2}}
が成り立つ。

### 証明
| P が円 O の内側にある場合  |  | 左の図において、同一の弧に対する円周角は互いに等しいから ∠PAC = ∠PDB ∠PCA = ∠PBD 二角相等により △PAC ∽ △PDB よって PA: PC = PD: PB すなわち PA ・ PB = PC ・ PD                             |
| P が円 O の外側にある場合  |  | 左の図において、円に内接する四角形の外角の大きさは、その内対角の大きさに等しいから、 ∠PAC = ∠PDB ∠PCA = ∠PBD 二角相等により △PAC ∽ △PDB よって PA: PC = PD: PB すなわち PA ・ PB = PC ・ PD |
| 直線の一方が接線になる場合 |  | 左の図において、接弦定理により、 ∠PTA = ∠PBT また、共通の角として ∠TPA = ∠BPT 二角相等により △PAT ∽ △PTB よって PA: PT = PT: PB すなわち PA ・ PB = PT2                                     |

## 方べきの定理の逆
方べきの定理は、適当な意味においてその逆が成立することが知られている。
平面上に相異なる4点 A, B, C, D があり、直線 AB と 直線 CD がただ一つの交点 P をもつとする。ここで次の条件を考える。
- (1) {\displaystyle {\text{PA}}\cdot {\text{PB}}={\text{PC}}\cdot {\text{PD}}}
- (2-1) P は線分 AB の内部の点であり、線分 CD の内部の点でもある。
- (2-2) P は線分 AB の外部の点であり、線分 CD の外部の点でもある。

(1)かつ(2-1)を満たすならば、4点 A, B, C, D を通る円（共円）が存在し、P はこの円の内側にある。
(1)かつ(2-2)を満たすならば、4点 A, B, C, D を通る円が存在し、P はこの円の外側にある。
また、平面上に相異なる3点 A, B, T があり、直線 AB 上に点 P があるとする。ここで次の条件を考える。
- (3) {\displaystyle {\text{PA}}\cdot {\text{PB}}={\text{PT}}^{2}}
- (4) P は線分 AB の外部の点である。
- (5) A, B, T は同一直線上にない。

(3)かつ(4)かつ(5)を満たすならば、3点 A, B, T を通る円（△ABTの外接円）の T における接線は P を通る。
いずれの場合も、もとの定理の証明を逆向きにたどるようにして、三角形の相似を利用して証明することができる。条件(2-1), (2-2), (4), (5)を外すことができないことには注意すべきである。

## 方べきの値

方べきの値は負の値をとりうる。(注意:この図では、線分の記号に絶対値記号をつけたものは単にその長さを表している。)

この節では、円をその中心点の名前を借りて円 O のように呼ぶことはせず、独立した記号を与えることとする。
平面上に点 O, P と、O を中心とする円 ω がある。P を通る直線 {\displaystyle \ell } が ω と1つまたは2つの共有点をもつとし、それを A, B とする（共有点が1つのときは A=B として扱う）。
さて、P と ω が動かずに、{\displaystyle \ell } がさまざまに動くとき、A, B はつられてさまざまに動くが、{\displaystyle {\text{PA}}\cdot {\text{PB}}} の値は変化しないことが方べきの定理からわかる。P≠O のとき、直線 OP を考えることにより、
{\displaystyle {\text{PA}}\cdot {\text{PB}}=|{\text{PO}}-r|\cdot ({\text{PO}}+r)=|{\text{PO}}^{2}-r^{2}|}
と表すことができる。P=O のときにも、ω の任意の直径を考えることにより、やはり
{\displaystyle {\text{PA}}\cdot {\text{PB}}=r^{2}=|0-r^{2}|=|{\text{PO}}^{2}-r^{2}|}
が成り立つ。
そこで、P と ω のみによって決まる量
{\displaystyle \Pi _{\omega }(P)={\text{PO}}^{2}-r^{2}}
を定義すると便利である。この値を、P の ω に関する方べきの値（ほうべきのあたい）または単に方べき（ほうべき、英: power）という。記号には {\displaystyle \Pi (P),{\text{Pow}}_{\omega }(P)} などが用いられることもある。
方べきの値は、P が ω の外側にあれば正、ω の内側にあれば負、ちょうど ω の上にあればゼロとなる。
学校数学で方べきの値が教えられることは少ない。
平面上の異なる中心をもつ2つの円の根軸は、方べきの値を用いて特徴付けられる。

### 動画
- 【高校数学】　数A-51　方べきの定理① - YouTube
- 【高校数学】　数A-52　方べきの定理② - YouTube
- 【高校数学】　数A-53　方べきの定理③ - YouTube